# Фёдоров, Владимир Иванович (дипломат)
Влади́мир Ива́нович Фёдоров (род. 26 января 1929) — советский дипломат, чрезвычайный и полномочный посол. 
Окончил Ленинградский государственный университет и Высшую дипломатическую школу МИД СССР. С 8 июня 1986 по 18 марта 1991 года — чрезвычайный и полномочный посол СССР в Камеруне. Одновременно в 1986 — 1990 годах был чрезвычайным и полномочным послом СССР в Чаде по совместительству. Затем посол по особым поручениям.
Женат, имеет двоих детей.